# Euphorbia cryptocaulis
Euphorbia cryptocaulis ist eine Pflanzenart aus der Gattung Wolfsmilch (Euphorbia) in der Familie der Wolfsmilchgewächse (Euphorbiaceae).

## Beschreibung
Die sukkulente Euphorbia cryptocaulis wächst als Geophyt aus einer faserigen Wurzel mit einer unterirdischen Sprossachse. Diese ist zylindrisch bis eiförmig, wird 4 Zentimeter lang und 2 Zentimeter breit und ist mit 5 Millimeter langen, schmalen und zugespitzten Warzen bedeckt. Diese stehen in etwa 14 Reihen am Stamm. Die länglichen, verkehrt eiförmigen Blätter sind in einer Rosette auf Bodenhöhe angeordnet. Sie werden bis 3,6 Zentimeter lang und 2,2 Zentimeter breit. Die Blattoberseite ist blaugrün und die Unterseite dunkelrot gefärbt. Der Blattstiel wird bis 3 Zentimeter und die fadenförmigen Nebenblattdornen bis 2 Millimeter lang.
Es werden lockere, etwa drei- bis vierfach gegabelte Cymen ausgebildet, die bis 12 Zentimeter hoch werden können. Der Blütenstandstiel wird bis 6 Zentimeter lang und die rosafarbenen Brakteen sind 2,4 Millimeter lang und 2,1 Millimeter breit. Die quadratischen Nektardrüsen stehen einzeln und sind mehr oder weniger rosa gefärbt. Der deutlich gelappte Fruchtknoten steht an einem zurückgebogenen Stiel und ragt heraus. Über die Frucht und den Samen ist nichts bekannt.

## Verbreitung und Systematik
Euphorbia cryptocaulis ist im Süden von Äthiopien, in der Sidamo-Provinz, auf Kalksteinböden in Acacien-Wäldern in Höhenlagen von 1350 bis 1600 Meter verbreitet.
Die Erstbeschreibung der Art erfolgte 1987 durch Michael George Gilbert.